# Isla Serpentara
La Isla Serpentara (en italiano: Isola Serpentara) es una pequeña isla situada 4 km al sureste de Cerdeña, en el país europeo de Italia. Tiene una superficie de 134 hectáreas y está deshabitada. Depende administrativamente de la comuna de Villasimius (CA). La rocas de la isla de granito y el nombre proviene de la forma de la costa este, que se asemeja a una serpiente. El punto más alto de la isla (54 m s. n. m.) es la Torre de San Luis (Torre di San Luigi), que se utilizó durante la dominación española para el avistamiento de las naves sarracenas que infestaban las costas de Sarrabus. En la parte norte de la isla hay grandes rocas llamadas Variglioni.